# Sant Tomàs de l'Avellanosa
Sant Tomàs de l'Avellanosa és una capella del municipi de Riner (Solsonès) inclosa en l'Inventari del Patrimoni Arquitectònic de Catalunya.

## Descripció

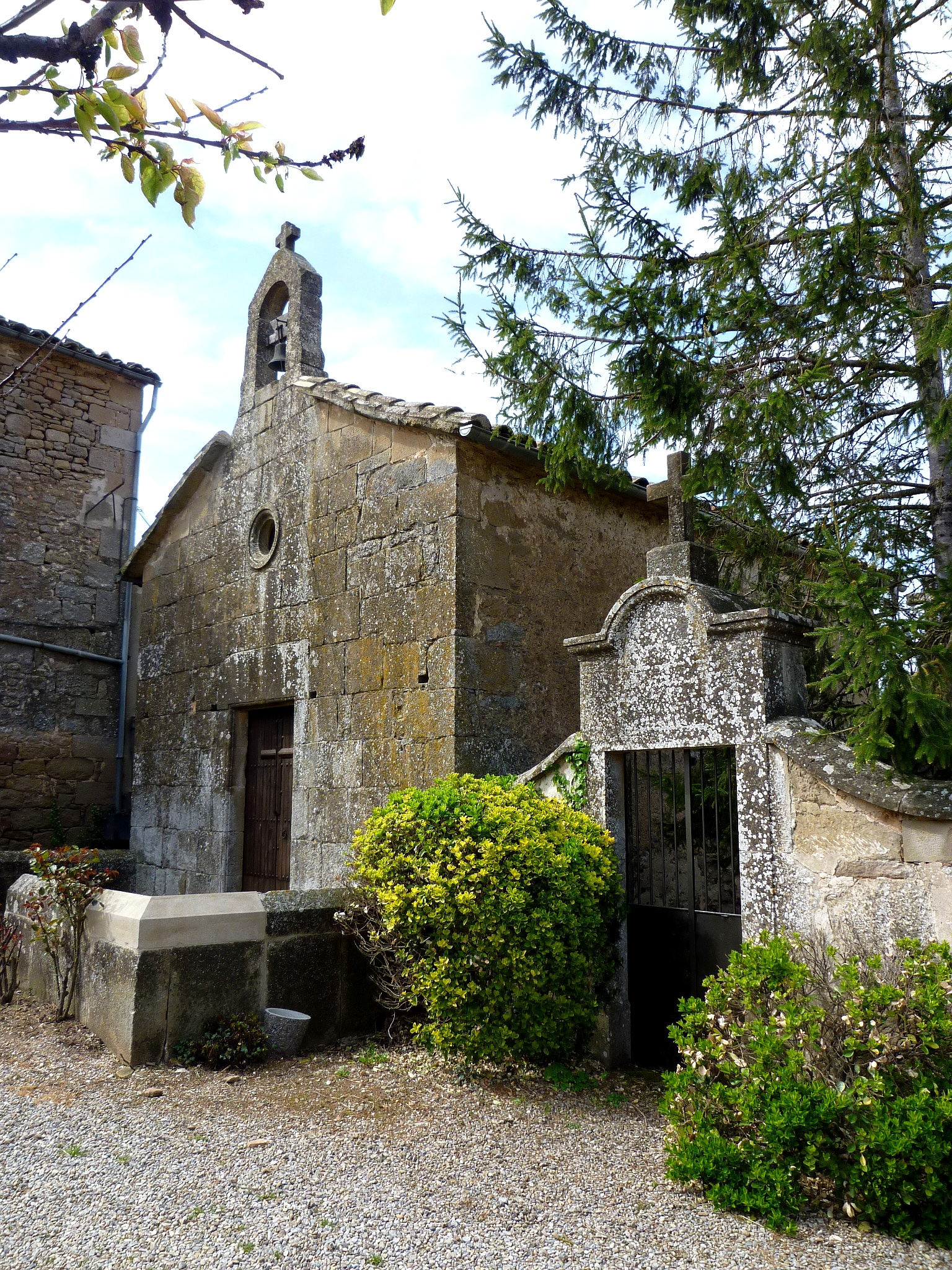
La capella i la porta del cementiri

Petita capella d'una sola nau amb absis pla i coberta a dos vessants. A la façana principal hi ha la porta, allindada, amb un petit rosetó damunt i, com a coronament, un petit campanar de cadireta, amb un arc de mig punt i una petita creu. Hi ha tres esgraons de pedra per entrar a la capella. L'interior està arrebossat. El parament és de pedres més o menys rectangulars i regulars tallades amb maceta i en filades.
Adossat a l'església hi ha un petit cementiri, edificat posteriorment.

## Història
Es construí a finals del segle xvii, principis del xviii, a causa de la gran corrent religiosa que imperava en aquell moment, promoguda pel Concili de Trent. La capella està dedicada a Sant Tomàs.